# Lower Mainland

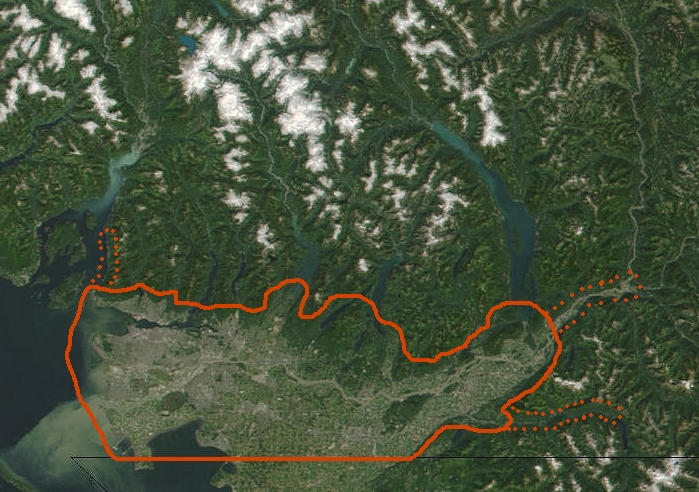
Přibližná rozloha oblasti Lower Mainland je označená červenou barvou

Lower Mainland je název oblasti, která obklopuje kanadské město Vancouver v provincii Britská Kolumbie. Podle sčítání lidu z roku 2001 v ní žije přes 2,2 milionu obyvatel. I když se používání pojmu Lower Mainland datuje už od založení prvních měst a osad, nikdy se nestal oficiálním úředním názvem této oblasti. Pojem Lower Mainland se už sto let používá pro označení území táhnoucího se od zátoky Horseshoe Bay na jihu ke kanadsko-americké hranici a od města Vancouver směrem na východ k východnímu konci údolí Fraser Valley.

## Ekoregion Lower Mainland
Lower Mainland je také pojmenování ekoregionu zahrnujícího východní část úžiny Strait of Georgia a táhnoucího se od řeky Powell a pobřeží Sunshine Coast až k osadě Hope na východním konci údolí Fraser Valley. Ekoregion je ohraničený pobřežím a Kaskádovým pohořím. Má jedinečnou flóru, faunu, geologii i podnebí.

### Flóra a fauna

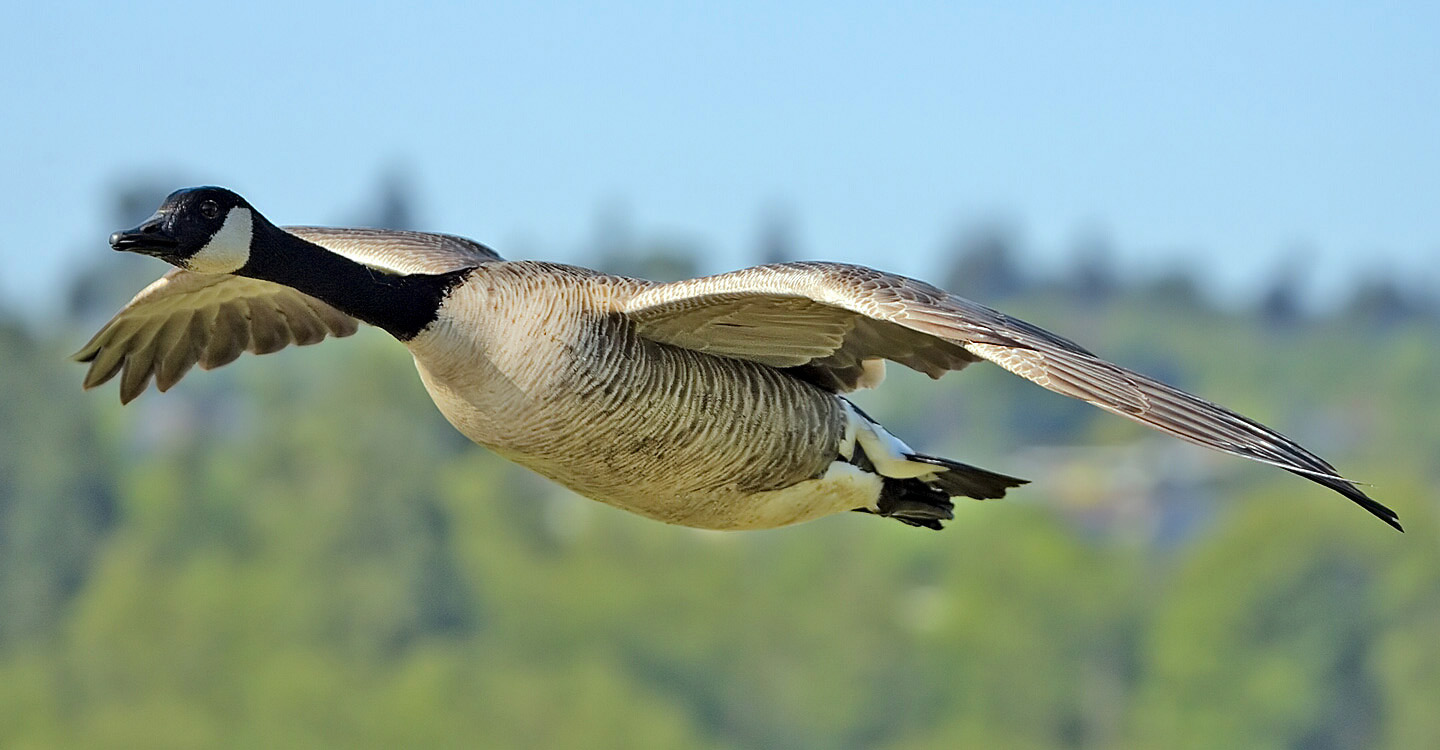
Husa kanadská vyfotografovaná za letu v parku Burnaby Lake Regional Park v městě Burnaby

Pobřežní druhy Douglasky tisolisté (Pseudotsuga menziesii), různé druhy mechů a lišejníků a bobulovité keře např. Mahónie cesmínolistá (Mahonia aquifolium) tvoří typickou vegetaci v lesích ekoregionu Lower Mainland. Na suchých místech se vyskytuje olše, na vlhkých najdeme zerav obrovský (Thuja plicata) a borovici Douglasovu (Pinus douglasiana). V ekoregionu žijí jeleni, medvědi, kojoti, kachny a pobřežní ptactvo.

### Geologie
V ekoregionu můžeme najít naskládané nestabilní říční usazeniny, prachové naplaveniny, jílovité mořské sedimenty a ledovcový jíl. Skalnaté podloží, které je Prvohorního a Druhohorního původu zformovalo kopce a vrchy do výšky 310 metrů nad mořem. Nížině dominuje povodí řeky Fraser.

### Podnebí

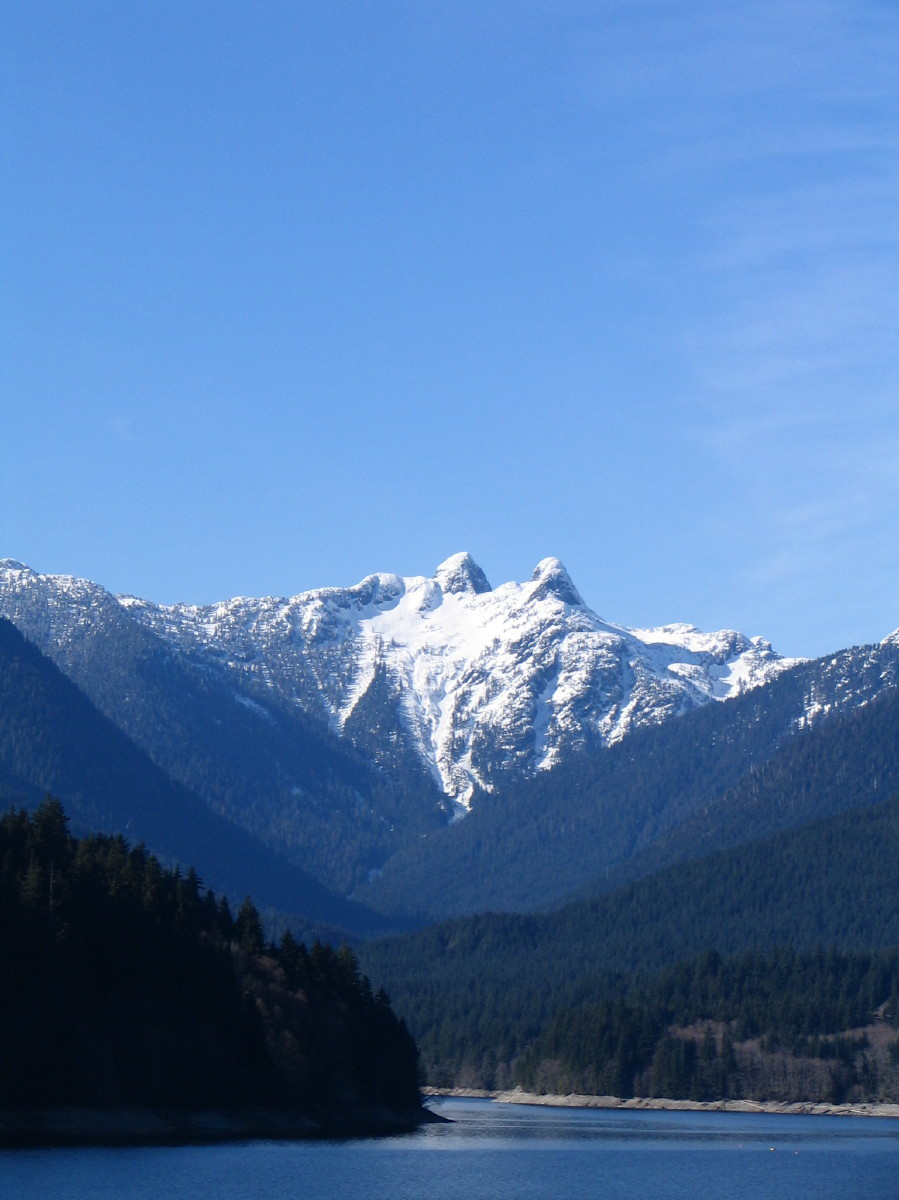
Pohled na dvojvrch The Lions z Clevelandovy přehrady na jezeře Capilano

Průměrná roční teplota v oblasti Lower Mainland se pohybuje okolo 9 °C. Průměrná letní teplota dosahuje 15 °C a zimní 3,5 °C.
Roční úhrn srážek činí na západě oblasti 850 mm, ve vyšších polohách a na východě údolí Fraser 2000 mm. Při hladině moře spadne pouze 10 procent srážek jako sníh, avšak množství napadaného sněhu se rychle zvyšuje s nadmořskou výškou.

### Využití půdy
Region v sobě kombinuje městská osídlení a hospodářskou půdu, čím vzniká nejhustší osídlení a zároveň nejúrodnější oblast v provincii. Oblast statků a polí se rozprostírá na ploše 870 km², nejhustší koncentrace farem leží v úrodné nížině kolem řeky Fraser. Na zalesněných úbočích hor se těží dřevo. Pobřežní bažiny v deltě řeky Fraser a v okolí zátoky Boundary Bay slouží jako útočiště divoké zvěři.

## Regionální okresy a územíPrvních národů
Lower Mainland se skládá z dvou regionálních okresů:
- Metro Vancouver (dříve pojmenovaném Regionální okres Velký Vancouver)
- Regionální okres Fraser Valley

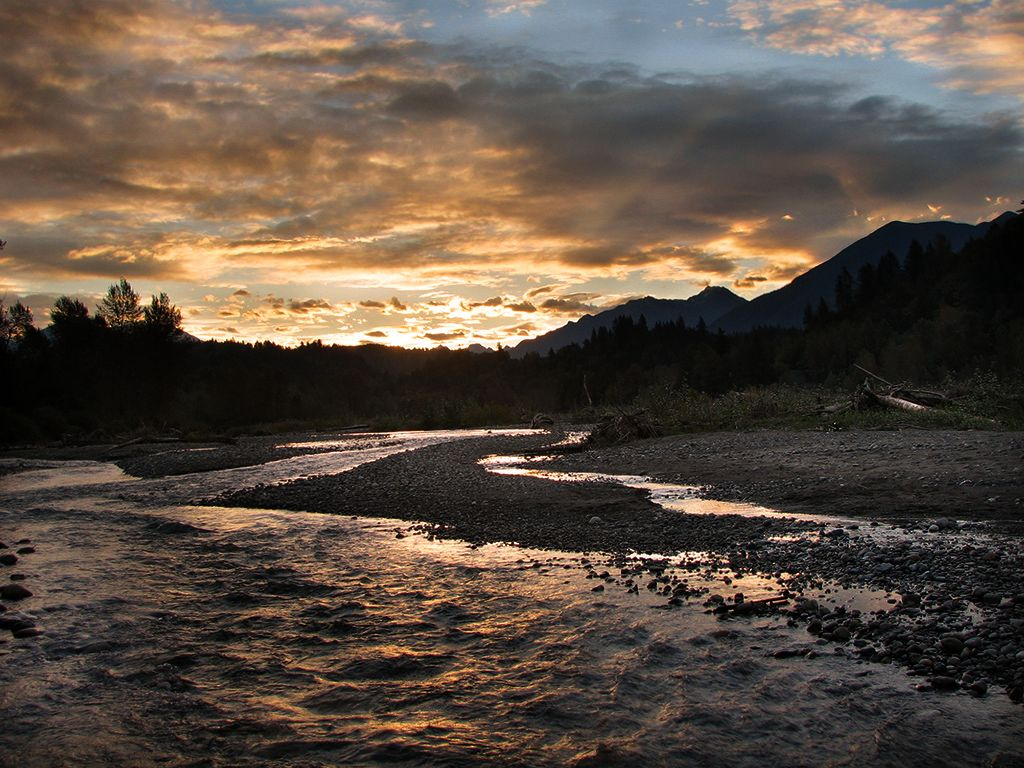
Řeka Vedder

Regionální okres Metro Vancouver tvoří 21 "začleněných" měst a obcí a jedno "nezačleněné" volební území. Na západě je ohraničený úžinou Strait of Georgia, na východě Regionálním okresem Fraser Valley, na severu Regionálním okresem Squamish-Lillooet a na jihu okresem Whatcom County ve státě Washington. Tradiční území Prvních národů - indiánských kmenů Musqueam, Tsleil'waututh a jižní část území kmene Squamish patří k Metro Vancouveru.
Regionální okres Fraser Valley, který leží na východě od Vancouveru se skládá ze dvou měst, třech okresů, městečka a několika volebních oblastí (electoral areas) podél řeky Fraser a západní části kaňonu Fraser Valley.
Tradiční území kmene Stolo patří z části Regionálnímu okresu Fraser Valley stejně jako území kmene Chehalis.

## Populace
Podle posledního sčítání obyvatel (2001) žije v oblasti Lower Mainland 2 209 080 lidí, z kterých:
- 225 115 žije v Regionálním okrese Fraser Valley
- 1 986 965 žije v Metro Vancouveru

## Obce v oblasti Lower Mainland

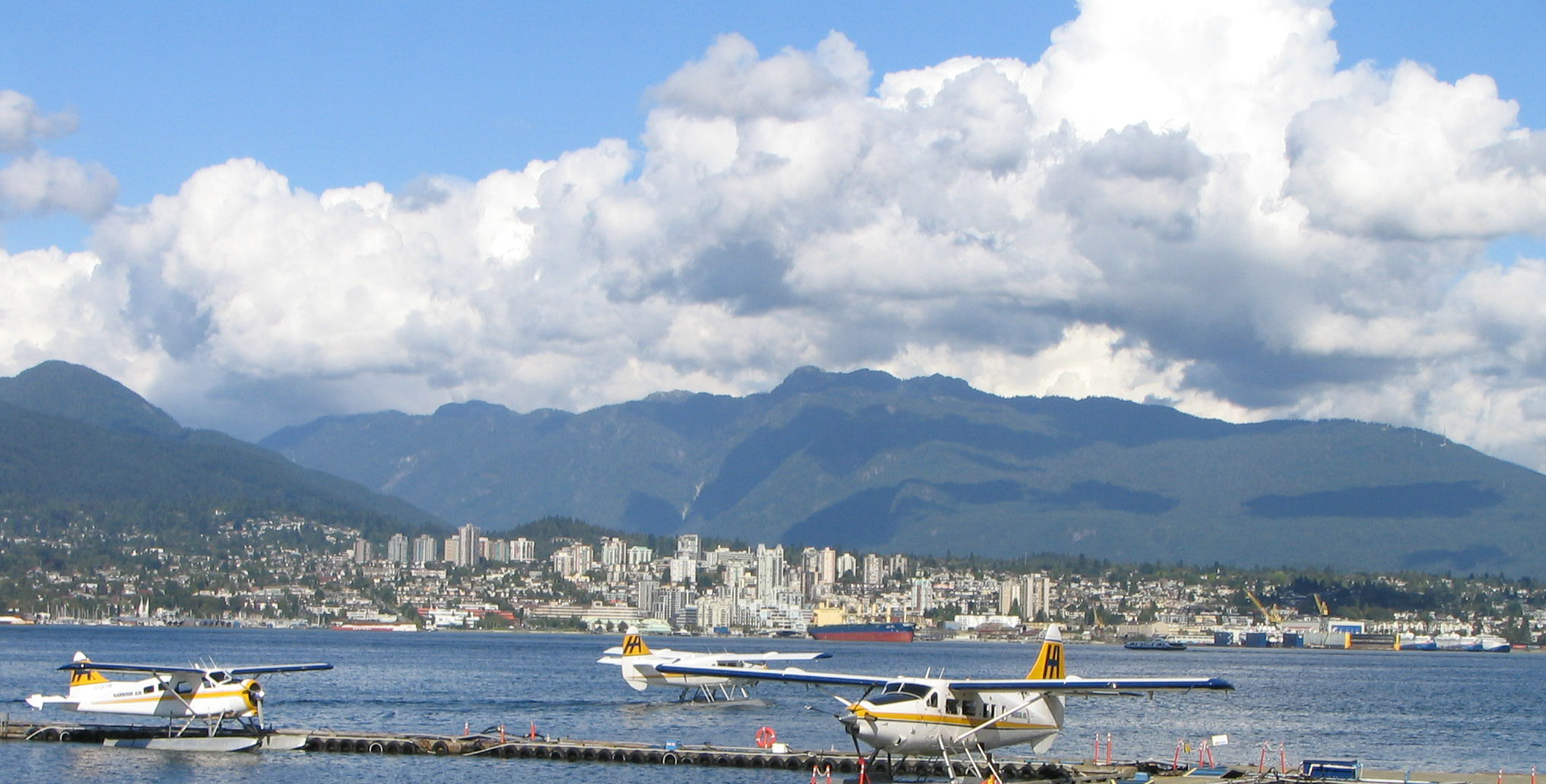
Město North Vancouver

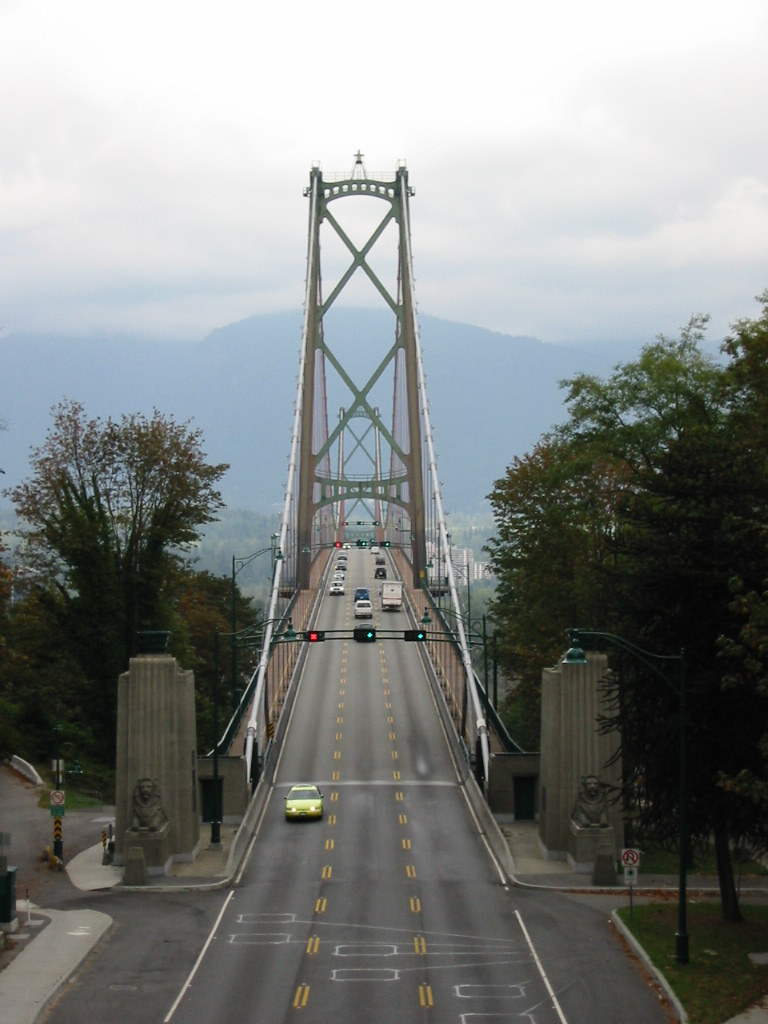
Most Lions Gate Bridge

Regionální okres Fraser Valley
- Abbotsford
- Chilliwack
- Kent (okres)

- Mission (okres)
- Hope (okres)
- Harrison Hot Springs

Metro Vancouver
- Anmore
- Belcarra
- Bowen Island
- Burnaby
- Coquitlam
- Delta
- Langley (město)
- Langley (okres)
- Lions Bay
- Maple Ridge
- New Westminster

- North Vancouver (město)
- North Vancouver (okres)
- Pitt Meadows
- Port Coquitlam
- Port Moody
- Richmond
- Surrey
- Vancouver
- West Vancouver
- White Rock